# Oner
Mun Hyeon-jun (tiếng Hàn Quốc: 문현준; sinh ngày 24 tháng 12 năm 2002), tên sử dụng thi đấu là Oner, là 1 vận động viên thể thao điện tử chuyên nghiệp người Hàn Quốc thi đấu bộ môn Liên Minh Huyền Thoại cho đội tuyển T1. Trong suốt sự nghiệp của mình, anh ấy đã vô địch League of Legends Champions Korea (LCK) 1 lần và Chung kết thế giới 2 lần liên tiếp 2023 và 2024.
Oner bắt đầu sự nghiệp năm 2020 trong màu áo của T1 Academy. Anh ấy được đôn lên đội hình chính trong mùa giải LCK 2021. Trong khi anh ấy chỉ được thi đấu một chút ở giải Mùa Xuân 2021, kể từ đó, Oner đã vào đến 4 trận chung kết tổng của LCK, bao gồm cả Mùa Xuân 2022. Anh ấy đã lọt vào bán kết giải Chung kết thế giới trong năm đầu tiên góp mặt, và trong 2 năm tiếp theo, Oner đã vô địch liên tiếp giải đấu vào năm 2023 và 2024.
Thành tích cá nhân của Oner bao gồm các giải thưởng như giải MVP Chung kết LCK mùa xuân 2022, 3 giải Người đi rừng của năm tại LCK và danh hiệu Đội hình tiêu biểu thứ nhất của LCK.

## Sự nghiệp
Năm 2020, Oner ký hợp đồng với T1 Academy, đội tuyển cấp độ bán chuyên của T1. Sau khi bước sang tuổi 17 vào ngày 31 tháng 1 năm 2021, anh ấy đã có màn ra mắt LCK vào ngày 21 tháng 2 với chiến thắng trước Liiv SANDBOX trong vòng bảng giải mùa xuân.

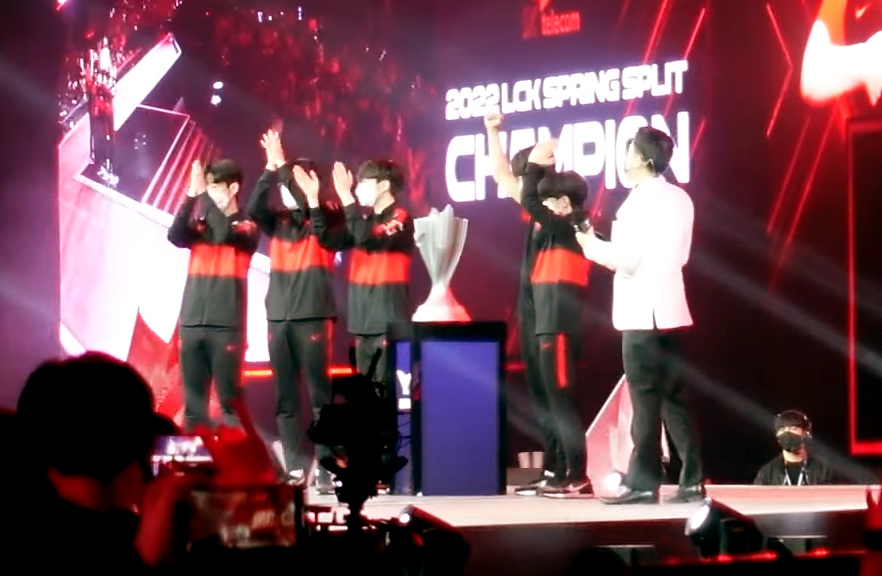
Oner vô địch LCK lần đầu tiên

Trong vòng bảng giải LCK mùa Xuân 2022, Oner là thành viên của đội T1 đã bất bại tại vòng bảng với thành tích 18 – 0, trở thành đội đầu tiên đạt được thành tích này tại LCK. Anh ấy giành được danh hiệu LCK đầu tiên ở chung kết LCK Mùa Xuân 2022.
Oner và T1 đã bước vào trận chung kết LCK mùa xuân 2023. Họ đã để thua trước Gen.G. Với việc là á quân của LCK, T1 đủ điều kiện tham dự Mid-Season Invitational 2023 với tư cách là hạt giống số 2 của LCK, nơi mà T1 để thua JD Gaming với tỉ số 3-2 và thua Bilibili Gaming với tỉ số 3–1, rời khỏi MSI ở trận chung kết nhánh thua. T1 về nhì tại chung kết LCK Mùa hè 2023 trong trận tái đấu với Gen.G. Với số điểm tích lũy nhiều nhất tại LCK, đội đủ điều kiện tham dự Chung kết thế giới 2023, đánh dấu lần thứ 3 Oner xuất hiện tại giải đấu cấp cao nhất của Liên Minh Huyền Thoại. T1 đã giành được danh hiệu Vô địch Thế giới thứ tư và là chức vô địch thế giới đầu tiên của Oner vào ngày 19 tháng 11 năm 2023, sau khi đánh bại Weibo Gaming trong trận chung kết với tỷ số     3 – 0. Anh chọn vị tướng Lee Sin để làm trang phục vinh danh.
Tại Chung kết thế giới 2024, Oner xuất sắc lên ngôi vô địch lần thứ 2 liên tiếp vào ngày 2 tháng 11 năm 2024 sau khi đánh bại BLG với tỉ số 3-2.

## Thành tích từng mùa giải
| Năm  | Đội | Quốc nội | Quốc nội  | Quốc nội  | Quốc tế                     | Quốc tế            |
| Năm  | Đội | Giải     | Giai đoạn | Giai đoạn | Mid-Season Invitational     | Chung kết thế giới |
| Năm  | Đội | Giải     | Xuân      | Hè        | Mid-Season Invitational     | Chung kết thế giới |
| ---- | --- | -------- | --------- | --------- | --------------------------- | ------------------ |
| 2021 | T1  | LCK      | 4         | 2         | Không đủ điều kiện tham gia | 3–4                |
| 2022 | T1  | LCK      | 1         | 2         | 2                           | 2                  |
| 2023 | T1  | LCK      | 2         | 2         | 3                           | 1                  |
| 2024 | T1  | LCK      | 2         | 3         | 3                           | 1                  |

## Giải thưởng và vinh danh
Quốc tế
- 2 lần vô địch Chung kết thế giới – 2023,[6] 2024
- 1 lần vô địch Esports World Cup – 2024

LCK
- 1 lần vô địch LCK – Xuân 2022[7]
- 1 lần FMVP LCK – Xuân 2022[8]
- 3 lần chiến thắng giải Người đi rừng của năm – 2022, 2023[9], 2024[10]
- 1 lần lọt vào đội hình tiêu biểu thứ nhất của LCK – Xuân 2023[11]
- 3 lần lọt vào đội hình tiêu biểu thứ hai của LCK – Xuân 2022, Hè 2022, Xuân 2024[12]
- 1 lần lọt vào đội hình tiêu biểu thứ ba của LCK – Hè 2024